# Kanzleramt
Der Begriff Kanzleramt steht für die Behörde, die einen Kanzler bei seiner Arbeit unterstützt – beziehungsweise für das Gebäude, der Sitz dieser Behörde und des Kanzlers ist.
Ein Bundeskanzleramt – oder kurz Kanzleramt – gibt es heute:
- in Deutschland, siehe Bundeskanzleramt (Deutschland). Zu dessen Hauptsitz in Berlin seit 2001 siehe Bundeskanzleramt (Berlin). Zuvor befand sich der Hauptsitz im Palais Schaumburg in Bonn (1949–1976; seitdem Zweitsitz), im Bundeskanzleramt (Bonn) (1976–1999) und im Staatsratsgebäude in Berlin (1999–2001).
- in Österreich, siehe Bundeskanzleramt (Österreich).

In der Schweiz wird die entsprechende Behörde Bundeskanzlei genannt.
Ein Bundeskanzleramt gab es bereits im Norddeutschen Bund (1867–1871), siehe Bundeskanzleramt (Norddeutscher Bund). Ab 1871, im Deutschen Kaiserreich, wurde diese Behörde Reichskanzleramt genannt.
Die Reichskanzlei (1878–1945), die Geschäftszentrale des Reichskanzlers, wurde zuweilen ebenfalls Reichskanzleramt genannt.